# Танджърин Дрийм
Танджърин Дрийм е германска електронна музикална група, водеща началото си от 1967 г. и Едгар Фрьозе. Много музиканти се завъртат в състава, но Фрьозе е единственият постоянен член. Барабанистът и композитор Клаус Шулце е в състава за кратко, но най-паметен е под формата на трио в средата на 70-те години, където творят Фрьозе, Кристофър Франке и Петър Бауман. В края на 70-те Йоханес Шмолинг идва на мястото на Бауман, и този състав е стабилен и много продуктивен.
Танджърин Дрийм са издали над 100 албума, откакто съществуват. Албумите от „Розовите години“ са от ключово значение за развитието на краутрока. „Годините с Virgin“ помагат за обособяването на Берлинската школа за електронна музика. Тези, както и други, по-късни албуми, постилат пътя за развитието на електронната денс музика, както и за жанра ню ейдж, макар че групата не се съгласява с термина. От края на 90-те до следващото десетилетие, Танджърин Дрийм правят експерименти с още стилове от електрониката.
Макар че групата има голям брой студийни и концертни записи, съществена част от почитателите им се запалват по тях от техните саундтракове. Те са над 60 и включват Sorcerer, Thief, The Keep, Risky Business, Firestarter, Legend, Near Dark, Shy People и Miracle Mile. Един от последните им проекти е записването на оригиналната музика към компютърната игра Гранд Тефт Ауто 5.

## Дискография
- Cyclone, 1978